# 277-ма мотострілецька дивізія (СРСР)
277-ма мотострілецька дивізія (277 МСД, в/ч 44980) — з'єднання мотострілецьких військ Радянської армії чисельністю у дивізію, що існувало у 1932—1992 роках. Дивізія дислокувалася на Далекому сході.
Після розпаду СРСР у 1992 році перейшла до складу Збройних сил Російської Федерації.

## Історія
Початок історії з'єднання веде від 2-ї колгоспної стрілецької дивізії, що була створена у селі Лутківка-Медведицьке Шмаківської району Уссурійської області ДВО, що була у складі унікального Особливого колгоспного корпусу у складі ОЧДСА створеної за наказом Революційної військової ради. Дивізія сформована 14 травня 1932 року, що стало датою святкування ювілеїв дивізії, а потім бригади. 

### Радянсько-німецька війна
У роки німецько-радянської війни з'єднання існувало як 66-та стрілецька дивізія (66 СД). 19 травня 1945 нагороджена орденом Кутузова II ступеня.

### Радянсько-японська війна
У кінці Другої світової війни 66-та стрілецька дивізія взяла участь у Радянсько-японській війні. У складі 2-го Далекосхідного фронту Робітничо-селянської Червоної армії 66 СД боролася в ході Харбін-Гіринської наступальної операції проти угруповання японських військ у Маньчжурії.
За зразкове виконання завдань командування в бойових діях проти японських військ при форсуванні річки Уссурі, прориві Хотунського, Мішаньського, Пограничненського, Дунінського укріпрайонів, оволодінні містами Мішань, Гірин, Яньцзи, Харбін і проявлені при цьому доблесті й мужності 19 вересня 1945 року 66-та стрілецька дивізія нагороджена орденом Кутузова II ступеня. У частинах дивізії нагороджені 3 герої Радянського Союзу, 1266 осіб — орденами, 2838 — медалями.

### Розпад СРСР
1990 року перейменована на 127-му кулеметно-артилерійську дивізію.
Після розпаду СРСР у 1992 році дивізія перейшла до складу Збройних сил Російської Федерації.

## Стурктура

### 1941
На 1941 рік 66 СД мала у складі:
- 33-й стрілецький полк
- 108-й стрілецький полк
- 341-й стрілецький полк
- 161-й артилерійський полк
- 263-й гаубичний артилерійський полк (до 01.1942)
- 473-й окремий самохідно-артилерійський дивізіон
- 118-й окремий винищувально-протитанковий дивізіон
- 39-та розвідувальна рота
- 91-й саперний батальйон
- 928-й окремий батальйон зв'язку
- 42-й медико-санітарний батальйон
- 118-та окрема рота хімзахисту
- 493-тя автотранспортна рота
- 725-та польова хлібопекарня (81-й польовий автохлібзавод, 113-та польова хлібопекарня)
- 235-й (112-й) дивізійний ветеринарний лазарет
- 56-та дивізіонна артилерійська ремонтна майстерня
- 283-та польова поштова станція
- 255-та польова каса Держбанку

### 1980-ті
На кінець 1980-х років у 277 МСД (в/ч 44980, село Сергіївка) перебували:
- Управління (Сергіївка),
- 394-й механізований Червонопрапорний полк (в/ч 35256, с. Сергіївка),
- 314-й механізований полк (в/ч 52619, село Платонівка)
- 702-й механізований полк (в/ч 61659, село Барано-Оренбурзьке)
- 218-й танковий Кременчуцько-Берлінський Червонопрапорний полк (в/ч 16871, селище Липівці)
- 872-й артилерійський Вітебсько-Хінганський ордена Олександра Невського полк (в/ч 73776, село Барано-Оренбурзьке)
- 1171-й зенітний ракетний полк (в/ч 64050, село Сергіївка)
- 77-й окремий розвідувальний батальйон (в/ч 22426, село Барано-Оренбурзьке)
- 561-й окремий ракетний дивізіон (в/ч 67729, село Сергіївка)
- 152-й окремий протитанковий дивізіон (в/ч 52297, село Сергіївка)
- 243-й окремий інженерно-саперний батальйон (в/ч 64416, селище Липівці)
- 133-й окремий ремонтно-відновлювальний батальйон (в/ч 75230, селище Липівці)
- 928-й окремий батальйон зв'язку (в/ч 47059, селище Сергіївка)
- 369-та окрема рота хімічного захисту (в/ч 02114, село Сергіївка)
- 1139-й окремий батальйон матеріального забезпечення (в/ч 03931, село Сергіївка)
- 42-й окремий медичний батальйон (в/ч 32462, село Барано-Оренбурзьке)
- ОВКР (в/ч 43909, село Сергіївка)

## Командування
- 10.01.1939 — 24.01.1942 — полковник, з 09.11.1941 — генерал-майор Юшкевич Михайло Купріянович
- 25.01.1942 — 10.10.1942 — полковник Піскунов Дмитро Григорович
- 11.10.1942 — 22.11.1944 — полковник, з 18.05.1943 — генерал-майор Сорокоумов Василь Флегонтовіч
- 23.11.1944 — 03.09.1945 — полковник Нестеров, Федір Кузьмич